# Antonio Iturmendi Bañales
Antonio Iturmendi Bañales (Barakaldo, 15 de desembre de 1903 - Madrid, 4 de març de 1976) fou un polític espanyol d'ideologia carlista que va exercir càrrecs en el règim franquista.

## Biografia

### Orígens familiars
Va néixer en una família navarresa molt ramificada i distingida procedent de Morentin. El germà del seu besavi, Emeterio Celedonio Iturmendi Barbarin, es va convertir en una icona de la insurgència carlina, participant en tres guerres carlines (1833-1838, 1849, 1873-1876) i arribant a general del pretendent Carles. Els sentiments carlins eren compartits pel seu pare, José Iturmendi López (1873-1955), qui es va dedicar a la jurisprudència, es va establir a Barakaldo i va treballar com a advocat durant gairebé mig segle. A partir de la dècada de 1920 fou representat de diversos organismes locals, com el Banco Vasco, en les negociacions amb el govern central de Madrid. A mitjans de la dècada de 1930 fou durant cinc anys degà del Col·legi d'Advocats de Biscaia. Casat amb Julia Bañales Menchaca, la parella va tenir 11 fills, 7 nois (José, Antonio, Pedro, Emilio, Marcelo, Jesus i Ramón) i 4 filles (María Victoria, María Purificación, María de los Angeles i Ana María).
Antonio Iturmendi va estudiar als col·legis de la Doctrina Cristiana i els Sagrats Cors de Bilbao i es llicencià en dret a la Universitat de Deusto. Després va entrar per oposició al Cos Superior d'Advocats de l'Estat, i durant alguns anys fou destinat a Castelló de la Plana, Logroño i Bilbao. El 1926 fou nomenat tinent d'alcalde de l'ajuntament de Bilbao. Es casà amb Rita Gómez Nales, amb la que va tenir quatre fills, una d'elles Maria Teresa, casada amb el polític Alfonso Osorio García.

### Carrera política
Durant els anys de la Dictadura de Primo de Rivera fou assessor jurídic del Govern civil de Biscaia i ajudant d'Esteban de Bilbao Eguía, aleshores president de la Diputació Foral de Biscaia, en els negociacions pel concert econòmic. No se sap ben bé què va fer durant els anys de la Segona República Espanyola, llevat que militava a Comunió Tradicionalista. Tampoc se sap de la seva actuació durant els primers mesos de la guerra civil espanyola. Quan Bilbao va caure en mans de les tropes franquistes i fou abolit el concert econòmic, fou un dels tres advocats nomenats com a representants de Biscaia davant la Junta Tècnica de l'Estat.
De gener a març de 1939 fou governador civil de Tarragona i després de Saragossa. A finals de 1939 fou nomenat Director general de l'Administració Local, càrrec des del qual va realitzar el primer avantprojecte de Codi de Govern i Administració local, va reorganitzar els cossos de funcionaris de l'Administració Local i va fundar l'Institut d'Estudis d'Administració Local. El 1941 fou designat Sotssecretari de Governació sota Valentín Galarza Morante i Blas Pérez González. Cap al 1949 fou nomenat president de l'empresa de l'Institut Nacional d'Indústria  Fabricación Española de Fibras Textiles Artificiales (FEFASA) i Consejero Nacional, gràcies a la qual cosa fou procurador en Corts des del 1949 fins a la dissolució de les Corts franquistes el 1977.
Fou partidari del pretendent Carles VIII, qui durant la postguerra liderà una facció del carlisme col·laboracionista amb el règim i enfrontada al sector falcondista.
El 18 de juliol de 1951 va ser nomenat ministre de Justícia, càrrec que va exercir fins al 7 de juliol de 1965. Durant el seu mandat es va centrar en els reglaments que estabilitzaven el sistema franquista: un ajustament del Codi Civil espanyol, la Llei de Jurisdicció Contenciós-Administrativa, la Llei de Societats de Responsabilitat Limitada, Llei d'Expropiació Forçosa, i una Llei d'Adopció que per primer cope va reconèixer els drets de la dona en la família. Va donar suport a la tradició foral d'Àlaba i Navarra (encara que no de Biscaia i Guipúscoa). Després de la detenció, judici i execució de Julián Grimau el 1963, va crear el Tribunal d'Ordre Públic per tal de substituir el Tribunal Especial de Repressió de la Maçoneria i del Comunisme. Quan era ministre a Catalunya esdevingueren les vagues de tramvies de 1951 i 1957, l'afer Galinsoga (1959-1960) i els fets del Palau de la Música (1960).
El 1965 any va passar a presidir les Corts Espanyoles i el Consell del Regne. Durant el seu mandat, el juliol de 1969 va prendre jurament al príncep Joan Carles com a successor del Cap de l'Estat.
El 1977, un any després de la seva defunció, el rei Joan Carles I, va crear el títol nobiliari de comte d'Iturmendi, per honrar la seva memòria, i l'hi ho va concedir a la seva vídua.
| «                                      | «Per honrar en la persona de la seva esposa la memòria del que va ser president de les Corts i del Consell del Regne, Antonio Iturmendi Bañales, lleial servidor de la Nació i constant defensor de la Institució Monàrquica» | » |
| — Reial Decret 24/1977, de 5 de gener. | |   |

Havia estat membre de la Reial Acadèmia de Jurisprudència i Legislació i fou guardonat amb l'Orde d'Isabel la Catòlica, Reial i Distingit Orde Espanyol de Carles III i l'Orde de Sant Ramon de Penyafort.

## Obres
- Balmes sacerdote: Su magisterio político visto por un seglar
- En torno a la doctrina de la soberanía social en Vázquez de Mella
- De la justicia y de los jueces
- Las compilaciones forales en el proceso de la codificación española, amb Raimundo Fernández Cuesta
- El régimen municipal en los pueblos adoptados
- Perfeccionamiento de la organización y procedimiento de la justicia.

## Biografia
- Eduardo J. Alonso Olea, El crédito de la Unión Minera: 1901-2002, [in:] Historia Contemporánea 24, 2002, 323-353
- Álvaro de Diego González, Algunas de las claves de la transición en el punto de inflexión del franquismo la etapa constituyente de Arrese (1956-1957), [in:] La transición a la democracia en España: actas de las VI Jornadas de Castilla-La Mancha sobre Investigación en Archivos, Guadalajara 2004, Vol. 2, ISBN 8493165891
- Francisco Javier Caspistegui Garasurreta, El naufragio de las ortodoxias. El carlismo, 1962-1977, Pamplona 1997; ISBN 9788431315641, 9788431315641
- Martí Marín i Corbera, El personal polític de l'ajuntament de Vic durant el franquisme: algunes consideracions (1939-1975), [in:] AUSA XIX 146 (2001)
- Stanley G. Payne, The Franco Regime, London 1987, ISBN 0299110702, 9780299110741
- Manuel Martorell Pérez, La continuidad ideológica del carlismo tras la Guerra Civil, [PhD thesis], Valencia 2009
- Hilari Raguer, Gunpowder and Incense: The Catholic Church and the Spanish Civil War, Routledge 2007, ISBN 1134365934, 9781134365937
- Mercedes Vázquez de Prada, El nuevo rumbo político del carlismo hacia la colaboración con el régimen (1955–56) [in:] Hispania, Vol 69, No 231 (2009), ISSN 0018-2141
- Mercedes Vázquez de Prada, El papel del carlismo navarro en el inicio de la fragmentación definitiva de la comunión tradicionalista (1957-1960) [in:] Príncipe de Viana (PV), 254 (2011), ISSN 0032-8472
- Aurora Villanueva Martínez, Organización, actividad y bases del carlismo navarro durante el primer franquismo, [in:] Gerónimo de Uztariz 19 (2003), ISSN 1133-651X